# Цицрина
Цицрина је насељено место у општини Равно која административно припада Херцеговачко-неретванском кантону, Федерација БиХ, Босна и Херцеговина. Према попису становништва из 2013. у насељу је живело 117 становника.

## Становништво
Према попису становништва из 2013. године у месту је било 117 становника. Већина се изјаснили као Хрвати којих је било 99,1% становништва. Сви мештани римокатоличке вероисповести  празнују крсну славу.
| Национални састав према попису из 2013.‍ | Национални састав према попису из 2013.‍ | Национални састав према попису из 2013.‍ | Национални састав према попису из 2013.‍ | Национални састав према попису из 2013.‍ |
| --------------------------------------- | --------------------------------------- | --------------------------------------- | --------------------------------------- | --------------------------------------- |
|                                         |                                         |                                         |                                         |                                         |
| Хрвати                                  | Хрвати                                  |                                         | 116                                     | 99,1%                                   |
| остали                                  | остали                                  |                                         | 1                                       | 0,9%                                    |
| Укупно: 117                             |                                         |                                         |                                         |                                         |

Ранији пописи:
| Националност | 1991.      | 1981.      | 1971.       | 1961.     |
| Хрвати       | 28 (93,3%) | 85 (92,4%) | 152 (99,3%) | 201 (99%) |
| Срби         | —          | —          | —           | 2 (1%)    |
| Југословени  | 2 (6,7%)   | 7 (7,6%)   | —           | —         |
| остали       | —          | —          | 1 (0,6%)    | —         |
| Укупно       | 30         | 92         | 153         | 203       |